# Напье, Алан
Алан Напье (англ. Alan Napier), полное имя Алан Уильям Напье-Клейверинг (англ. Alan William Napier-Clavering; 7 января 1903 — 8 августа 1988) — английский актёр, более всего известный характерными киноролями в голливудских фильмах 1940—50-х годов и ролью дворецкого в телесериале «Бэтмен» (1966—1968).
В 1929—39 годах Напье работал в театрах лондонского Вест-энда и начал непродолжительную кинокарьеру в Британии, после чего в апреле 1939 года эмигрировал в США, где вплоть до 1981 года проработал в Голливуде. «Высокий, представительный английский характерный актёр с аристократическими манерами и чётко поставленным голосом,… на протяжении почти пяти десятилетий Напье играл в кино и на телевидении роли знатных людей, слуг и врачей. Его сухопарые, учтивые, часто носящие очки персонажи могли быть как добрыми, так и отвратительными».
В общей сложности Напье сыграл в кино более 70 ролей, в том числе, в таких фильмах, как «Люди-кошки» (1942), «Песнь Бернадетт» (1943), «Незваные» (1944), «Джонни Белинда» (1948), «Макбет» (1948), «Красный Дунай» (1949), «Крест-накрест» (1949), «Юлий Цезарь» (1953), «Придворный шут» (1956), «Путешествие к центру Земли» (1959) и «Марни» (1964). «Однако более всего его помнят по всегда надёжному, очень английскому дворецкому Альфреду Пенниворту в телесериале „Бэтмен“ (1966—1968) с Адамом Вестом в главной роли».

## Ранние годы жизни и начало карьеры
Алан Напье родился 7 января 1903 года в Кингc-Нортоне (Вустершир; ныне — часть Бирмингема). По материнской линии он был внучатым племянником Невилла Чемберлена, который в 1937—40-х годах был премьер-министром Британии. Хотя его семья никогда не была связана с театром, Напье был увлечён сценой с детства. Закончив в Бристоле Колледж Клифтон, «высокий, с рокочущим голосом» Напье учился в Королевской академии драматического искусства, а затем поступил в Оксфордский театр, где работал с такими молодыми талантами, как Джон Гилгуд и Роберт Морли. С 1924 года Напье работал на лондонской сцене, и в 1930-е годы нашёл свою нишу в шекспировских ролях. В 1929—1939 годах он работал со сливками британского актёрского сообщества на сцене Вест-энда.

## Кинокарьера в 1940—50-е годы
В 1939 году после «значительного театрального и некоторого кинематографического опыта в Англии», Напье эмигрировал в США.
«Высокий, сухопарый, элегантный, усатый характерный актёр» с «богатым ровным голосом, аристократическими манерами, огромным ростом и тонким телосложением», Напье «играл почти исключительно джентльменские роли, подчёркивающие его британские корни, в частности, разнообразных благородных людей, дворецких, старших офицеров, профессоров и аристократов, а иногда для разнообразия появлялся в ролях сельских жителей и мошенников».
Первой крупной картиной с участием Напье стала номинированная на семь Оскаров мелодрама Мервина ЛеРоя «Случайная жатва» (1942). Вскоре он «пробовал себя в величественных, иногда язвительных ролях всех размеров в таких фильмах, как психологический фильм ужасов „Люди-кошки“ (1942) Жака Турнье, мистическая мелодрама „Незваные“ (1943) Льюиса Аллена и хоррор-триллер „Дом ужасов“ (1946)». В религиозной драме «Песня Бернадетт» (1943) Напье сыграл этически неоднозначного психиатра, которого наняли объявить Бернадетт психически больной, а в исторической драме «Жанна д’Арк» (1948) — отрицательную роль графа Уорвика.
Напье сыграл в двух заметных фильмах по произведениям Уильяма Шекспира: в «Макбете» (1948) Орсона Уэллса он сыграл экстравагантного священника (персонаж был добавлен Уэллсом), который произносил фразы, изначально принадлежавшие другим персонажам, а в трагедии «Юлий Цезарь» (1953) Джозефа Манкевича «внёс весомость в роль Цицерона».
В 1944—1956 годах Напье сыграл в семи фильмах нуар, среди них «Министерство страха» (1944) Фрица Ланга, «Тёмные воды» (1944), «Странная женщина» (1946), «Айви» (1947), «Соблазнённый» (1947), «Джонни Белинда» (1948) Жана Негулеско, «Крест-накрест» (1949) Роберта Сиодмака, «Жестокое обращение» (1949) и «Разоблачение в Майами» (1956). К памятным картинам с участием Напье в жанре криминальный триллер и фильм ужасов относятся также «Дом о семи фронтонах» (1940), «Возвращение человека-невидимки» (1940), «Площадь похмелья» (1945), «Остров мёртвых» (1945), «Три незнакомца» (1946), «Преждевременные похороны» (1962) и «Марни» (1964) Альфреда Хичкока.
Среди фильмов Напье в более лёгком жанре — три семейных картины о собаке Лесси — «Лесси возвращается домой» (1943),  «Родные холмы» (1948), «Вызов Лесси» (1949), два фильма о Тарзане и комедия «Янки из Коннектикута при дворе короля Артура» (1949). Среди «его более оригинальных ролей — самый элегантный капитан Кидд в пиратской приключенческой комедии „Череп и кости“ (1951)», а также Ажа в приключенческой истории «Синдбад-мореход» (1947).
С 1949 года Напье стал работать на телевидении, сыграв Шерлока Холмса в экранизации рассказа Артура Конан-Дойла «Пёстрая лента» в рамках недолговечной теле-антологии «Время вашего сеанса». В 1955—1959 годах он появлялся на телевидении в 6 эпизодах детективно-мистического сериала «Альфред Хичкок представляет» и был гостевой звездой в двух эпизодах телевестерна «Истории Уэллс Фарго» (1961—1962). В 1962—63 годах Напье сыграл роль генерала в 18 эпизодах военной комедии «Не зовите меня Чарли» (1962—1963), а в 1963 году — в одном эпизоде мистического сериала «Сумеречная зона» (1963).

## Телесериал «Бэтмен» (1966—1968)
«В 1966 году Напье стал играть Альфреда, преданного дворецкого Брюса Уэйна, в потрясающе успешном телесериале „Бэтмен“, эту роль он играл вплоть до закрытия сериала в 1968 году».
Как вспоминал сам Напье: "Ранее я никогда не читал комиксов. Мой агент позвонил мне и сказал: "Я думаю, что ты будешь играть в «Бэтмене». Я сказал: «Что такое „Бэтмен“?» Он сказал: «Ты что, не читаешь комиксы?» Я сказал: «Нет, никогда». Он сказал: «Я думаю, ты будешь дворецким Бэтмена». Я сказал: «Откуда мне знать, что я хочу быть дворецким Бэтмена?» Это самая нелепая вещь, которую я слышал. Он сказал: «Это может стоить больше 100 тысяч долларов». Тогда я сказал, что я дворецкий Бэтмена. По информации IMDB, «Напье первоначально не хотел играть эту роль, пока друг не заметил ему, что этот сериал сделает его самым знаменитым дворецким в мире». Действительно, Напье остался известен поклонникам кино, прежде всего, благодаря этой роли.
В 1989 году режиссёр Тим Бёртон снял полнометражный фильм «Бэтмен», в котором альтер эго Джокера по имени Джек Напье был назван в честь Алана Напье. В этом фильме роль Альфреда Пенниворта сыграл актёр Майкл Гоф, который был близким другом Напье. Впоследствии Гоф сыграл Альфреда ещё в трёх фильмах о Бэтмене — «Бэтмен возвращается» (1992), «Бэтмен навсегда» (1995) и «Бэтмен и Робин» (1997).

## Последующая жизнь и карьера
Карьера Напье растянулась до начала 1980-х годов, когда он сыграл на телевидении роли в таких мини-сериалах, как «Королевская семья VII» (1974) и таких еженедельных сериалах, как «Айронсайд» (1970—1974), «Коджак» (1976) и «Бумажная погоня» (1978).
Напье окончательно вышел на пенсию в 1981 году в возрасте 78 лет.

## Личная жизнь
Напье был женат дважды. Вторая жена Напье, Эйлин Диккенс Даунинг была правнучкой Чарльза Диккенса (она умерла в 1961 году).
В каждом браке у него родилось по одному ребёнку. Его дочь от первого брака Дженнифер Николс (1931) стала известным голливудским костюмером, а его внук от приёмной дочери от первого брака Брайан Форстер (1960) был актёром-ребёнком в популярном подростковом телесериале «Семья Партриджей» (1970—1974)

## Смерть
В 1987 году у Напье случился инсульт, после чего в июне 1988 года он в тяжелом состоянии был доставлен в больницу Санта-Моники, где умер 8 августа 1988 года.

## Фильмография
| Год        | Русское название                             | Оригинальное название                       | Примечание                | Роль                                                             |
| ---------- | -------------------------------------------- | ------------------------------------------- | ------------------------- | ---------------------------------------------------------------- |
| 1930       | Каста                                        | Caste                                       |                           | Капитан Хоутри                                                   |
| 1931       | Стамбул                                      | Stamboul                                    |                           | Бушир                                                            |
| 1932       | В монастырском саду                          | In a Monastery Garden                       |                           | Граф Романо                                                      |
| 1933       | Вечный жид                                   | The Wandering Jew                           |                           | Рыцарь (в титрах не указан)                                      |
| 1933       | Верность                                     | Loyalties                                   |                           | Генерал Кэниндж                                                  |
| 1933       | Горько-сладкий                               | Bitter Sweet                                |                           | Лорд Шейн (в титрах не указан)                                   |
| 1936       | Крылья над Африкой                           | Wings Over Africa                           |                           | Редферн                                                          |
| 1937       | Жена генерала Линга                          | The Wife of General Ling                    |                           | Губернатор                                                       |
| 1937       | За отвагу                                    | For Valour                                  |                           | Генерал                                                          |
| 1939       | Мы не одиноки                                | We Are Not Alone                            |                           | Архидиякон                                                       |
| 1939       | Четверо справедливых мужчин                  | The Four Just Men                           |                           | Член парламента сэр Хамар Райман                                 |
| 1940       | Дом о семи фронтонах                         | The House of the Seven Gables               |                           | Фуллер                                                           |
| 1940       | Возвращение человека-невидимки               | The Invisible Man Returns                   |                           | Вилли Спирс                                                      |
| 1942       | Случайная жатва                              | Random Harvest                              |                           | Джулиан                                                          |
| 1942       | Люди-кошки                                   | Cat People                                  |                           | Док Карвер (в титрах не указан)                                  |
| 1942       | Янки в Итоне                                 | A Yank at Eton                              |                           | Ресторатор (в титрах не указан)                                  |
| 1942       | Орлиная эскадрилья                           | Eagle Squadron                              |                           | Дежурный офицер                                                  |
| 1943       | Потерянный ангел                             | Lost Angel                                  |                           | Доктор Вудринг                                                   |
| 1943       | Лесси возвращается домой                     | Lassie Come Home                            |                           | Джок                                                             |
| 1943       | Задание в Бретани                            | Assignment in Brittany                      |                           | Сэм Уэллс                                                        |
| 1943       | Назначение в Берлин                          | Appointment in Berlin                       |                           | Полковник Паттерсон (в титрах не указан)                         |
| 1943       | Мадам Кюри                                   | Madame Curie                                |                           | Доктор Блад (в титрах не указан)                                 |
| 1943       | Песня Бернадетт                              | The Song of Bernadette                      |                           | Доктор Дебо (в титрах не указан)                                 |
| 1944       | Мадмуазель Фифи                              | Mademoiselle Fifi                           |                           | Граф де Бревиль                                                  |
| 1944       | Тёмные воды                                  | Dark Waters                                 |                           | Доктор (в титрах не указан)                                      |
| 1944       | Тридцать секунд над Токио                    | Thirty Seconds Over Tokyo                   |                           | Мистер Паркер                                                    |
| 1944       | Министерство страха                          | Ministry of Fear                            |                           | Доктор Дж. М. Форрестер                                          |
| 1944       | Волосатая обезьяна                           | The Hairy Ape                               |                           | МакДуголд, главный инженер                                       |
| 1944       | Боевые действия в Аравии                     | Action in Arabia                            |                           | Эрик Латимер                                                     |
| 1944       | Незваные                                     | The Uninvited                               |                           | Доктор Скотт                                                     |
| 1945       | Остров мёртвых                               | Isle of the Dead                            |                           | Святой Обин                                                      |
| 1945       | Площадь похмелья                             | Hangover Square                             |                           | Сэр Генри Чепман                                                 |
| 1946       | Три незнакомца                               | Three Strangers                             |                           | Дэвил Шеклфорд                                                   |
| 1946       | Странная женщина                             | The Strange Woman                           |                           | Судья Генри Сэлэдайн                                             |
| 1946       | Скандал в Париже                             | A Scandal in Paris                          |                           | Юдон де Пьермон, министр полиции                                 |
| 1946       | Дом ужасов                                   | House of Horrors                            |                           | Ф. Холмс Хармон                                                  |
| 1947       | Одинокий волк в Лондоне                      | The Lone Wolf in London                     |                           | Монти Бересфорд                                                  |
| 1947       | Навеки Эмбер                                 | Forever Amber                               |                           | Лендейл                                                          |
| 1947       | Непобеждённый                                | Unconquered                                 |                           | Сэр Уильям Джонсон                                               |
| 1947       | Плавник                                      | Driftwood                                   |                           | Доктор Николас Адамс                                             |
| 1947       | Соблазнённый                                 | Lured                                       |                           | Детектив Гордон                                                  |
| 1947       | Остров приключений                           | Adventure Island                            |                           | Эттуотер                                                         |
| 1947       | Айви                                         | Ivy                                         |                           | Сэр Джонатан Райт                                                |
| 1947       | Покорение высоты                             | High Conquest                               |                           | Томми Донлин                                                     |
| 1947       | Фиеста                                       | Fiesta                                      |                           | Турист                                                           |
| 1947       | Синдбад-мореход                              | Sinbad, the Sailor                          |                           | Ага                                                              |
| 1948       | Родные холмы                                 | Hills of Home                               |                           | Сэр Джордж                                                       |
| 1948       | Жанна Д’Арк                                  | Joan of Arc                                 |                           | Граф Уорик                                                       |
| 1948       | Макбет                                       | Macbeth                                     |                           | Святой отец                                                      |
| 1948       | Джонни Белинда                               | Johnny Belinda                              |                           | Защитник в суде                                                  |
| 1949       | Крест — накрест                              | Criss Cross                                 |                           | Финчли                                                           |
| 1949       | Вдохновители                                 | Master Minds                                |                           | Доктор Друзик                                                    |
| 1949       | Вызов Лесси                                  | Challenge to Lassie                         |                           | Лорд Провост                                                     |
| 1949       | Красный Дунай                                | The Red Danube                              |                           | Генерал                                                          |
| 1949       | Жестокое обращение                           | Manhandled                                  |                           | Олтон Беннет                                                     |
| 1949       | Янки из Коннектикута при дворе короля Артура | A Connecticut Yankee in King Arthur’s Court |                           | Главный палач                                                    |
| 1949       | Волшебный фонтан Тарзана                     | Tarzan’s Magic Fountain                     |                           | Дуглас Джессап                                                   |
| 1949       | Моя истинная любовь                          | My Own True Love                            |                           | Киттридж                                                         |
| 1949       | Время вашего сеанса                          | Your Show Time                              | Телесериал (1 эпизод)     | Шерлок Холмс                                                     |
| 1950       | Триполи                                      | Tripoli                                     |                           | Халил                                                            |
| 1951       | Странная дверь                               | The Strange Door                            |                           | Граф Грассэн                                                     |
| 1951       | Голубая вуаль                                | The Blue Veil                               |                           | Профессор Джордж Картер                                          |
| 1951       | По широкой Миссури                           | Across the Wide Missouri                    |                           | Капитан Хамберстоун Лайон                                        |
| 1951       | Разбойник                                    | The Highwayman                              |                           | Бартон                                                           |
| 1951       | Великий Карузо                               | The Great Caruso                            |                           | Жан де Резке                                                     |
| 1951       | Риск Тарзана                                 | Tarzan’s Peril                              |                           | Уполномоченный Питерс                                            |
| 1951       | Череп и кости                                | Double Crossbones                           |                           | Капитан Кидд                                                     |
| 1951       | Театр у камина                               | Fireside Theatre                            | Телесериал (1 эпизод)     | Чарльз Диккенс                                                   |
| 1952       | Большой Джим МакЛейн                         | Big Jim McLain                              |                           | Стёрак                                                           |
| 1952       | Бифф Бейкер, США                             | Biff Baker, U.S.A.                          | Телесериал (1 эпизод)     | Профессор Артемус Бичем                                          |
| 1952       | Кавалькада Америки                           | Cavalcade of America                        | Телесериал (1 эпизод)     |                                                                  |
| 1952       | Театр «Шеврон»                               | Chevron Theatre                             | Телесериал (2 эпизода)    |                                                                  |
| 1952       | Театр столетия «Шефер»                       | The Schaefer Century Theatre                | Телесериал (1 эпизод)     | Дядя Стивен                                                      |
| 1953       | Молодая Бесс                                 | Young Bess                                  |                           | Роберт Тервитт                                                   |
| 1953       | Юлий Цезарь                                  | Julius Caesar                               |                           | Цицерон                                                          |
| 1953       | Письмо Лоретте                               | Letter to Loretta                           | Телесериал (1 эпизод)     | Мистер Бронте                                                    |
| 1953       | Театр Четыре звезды                          | Four Star Playhouse                         | Телесериал (1 эпизод)     | Джон Дверрихауз                                                  |
| 1954       | Дезирэ                                       | Désirée                                     |                           | Десперо                                                          |
| 1954       | Театр «Пепси-колы»                           | The Pepsi-Cola Playhouse                    | Телесериал (3 эпизода)    |                                                                  |
| 1955       | Придворный шут                               | The Court Jester                            |                           | Сэр Брокхёрст                                                    |
| 1955       | Видеотеатр «Люкс»                            | Lux Video Theatre                           | Телесериал (1 эпизод)     | Сэр Эдриан                                                       |
| 1955       | Первый ряд в центре                          | Front Row Center                            | Телесериал (1 эпизод)     | Преподобный Томпсон                                              |
| 1955       | Мунфлит                                      | Moonfleet                                   |                           | Пастор Гленни                                                    |
| 1955- 1959 | Альфред Хичкок представляет                  | Alfred Hitchcock Presents                   | Телесериал (6 эпизодов)   |                                                                  |
| 1956       | Подземное население                          | The Mole People                             | Элину, верховный жрец     |                                                                  |
| 1956       | Разоблачение в Майами                        | Miami Exposé                                |                           | Рэймонд Шеридан                                                  |
| 1956       | Час «Двадцатого века Фокс»                   | The 20th Century-Fox Hour                   | Телесериал (3 эпизода)    |                                                                  |
| 1957       | Пока они плывут                              | Until They Sail                             |                           | Прокурор                                                         |
| 1957       | Калифорнийцы                                 | The Californians                            | Телесериал (1 эпизод)     |                                                                  |
| 1957       | Паника!                                      | Panic!                                      | Телесериал (1 эпизод)     | Винсент Хоуторн                                                  |
| 1957       | Солдаты удачи                                | Soldiers of Fortune                         | Телесериал (1 эпизод)     | Уполномоченный Хартлидж                                          |
| 1957       | Телефонное время                             | Telephone Time                              | Телесериал (1 эпизод)     |                                                                  |
| 1957- 1959 | Театр «Дженерал Электрик»                    | General Electric Theater                    | Телесериал (2 эпизода)    |                                                                  |
| 1959       | Путешествие к центру Земли                   | Journey to the Center of the Earth          |                           | Декан                                                            |
| 1959       | Остров потерянных женщин                     | Island of Lost Women                        |                           | Доктор Пол Луджэн                                                |
| 1959       | Пять пальцев                                 | Five Fingers                                | Телесериал (2 эпизода)    | Уэмбли                                                           |
| 1959       | Детективы                                    | The Detectives                              | Телесериал (1 эпизод)     | Епископ                                                          |
| 1959       | Третий человек                               | The Third Man                               | Телесериал (1 эпизод)     | Полковник Андрези                                                |
| 1959       | Театр 90                                     | Playhouse 90                                | Телесериал (1 эпизод)     | Сэр Люк                                                          |
| 1960       | Приключения в раю                            | Adventures in Paradise                      | Телесериал (1 эпизод)     | Алекс                                                            |
| 1960       | Случай опасного Робина                       | The Case of the Dangerous Robin             | Телесериал (1 эпизод)     |                                                                  |
| 1960       | Истории Ширли Темпл                          | Shirley Temple’s Storybook                  | Телесериал (1 эпизод)     | Полковник Девлин                                                 |
| 1960- 1961 | Триллер                                      | Thriller                                    | Телесериал (3 эпизода)    |                                                                  |
| 1961       | Ревущие 20-е                                 | The Roaring 20’s                            | Телесериал (1 эпизод)     | Мистер Данстон                                                   |
| 1961       | Дикарь                                       | Wild in the Country                         |                           | Профессор Джо Б. Ларсон (в титрах не указан)                     |
| 1961- 1962 | Истории Уэллс Фарго                          | Tales of Wells Fargo                        | Телесериал (2 эпизода)    |                                                                  |
| 1962       | Преждевременные похороны                     | Premature Burial                            |                           | Доктор Гидеон Голт                                               |
| 1962       | Ночь нежна                                   | Tender Is the Night                         |                           | Сеньор Пардо                                                     |
| 1962       | Шах и мат                                    | Checkmate                                   | Телесериал (1 эпизод)     | Отец Данн                                                        |
| 1962       | Вслед за солнцем                             | Follow the Sun                              | Телесериал (1 эпизод)     | Джулиан «Майор» Мосгроув                                         |
| 1962-1963  | Не зови меня Чарли                           | Don’t Call Me Charlie                       | Телесериал (18 эпизодов)  | Генерал Стил                                                     |
| 1963       | Одиннадцатый час                             | The Eleventh Hour                           | Телесериал (1 эпизод)     | Арнольд Тодхантер                                                |
| 1963       | Сумеречная зона                              | The Twilight Zone                           | Телесериал (1 эпизод)     | Капитан Протероу                                                 |
| 1963       | Шоу Ллойда Бриджеса                          | The Lloyd Bridges Show                      | Телесериал (1 эпизод)     | Курт Дробари                                                     |
| 1963       | Премьера «Алкоа»                             | Alcoa Premiere                              | Телесериал (18 эпизодов)  | Судья Камерон                                                    |
| 1963       | Меч в камне                                  | The Sword in the Stone                      | Мультипликационный фильм  | Сэр Пеллинор (голос)                                             |
| 1963-1965  | Час Альфреда Хичкока                         | The Alfred Hitchcock Hour                   | Телесериал (2 эпизода)    |                                                                  |
| 1964       | Марни                                        | Marnie                                      |                           | Мистер Ратлэнд                                                   |
| 1964       | Указатель на убийство                        | Signpost to Murder                          |                           | Викарий                                                          |
| 1964       | 36 часов                                     | 36 Hours                                    |                           | Полковник Питер МакЛин                                           |
| 1964       | Моя прекрасная леди                          | My Fair Lady                                |                           | Джентльмен, сопровождающий Элизу к Королеве (в титрах не указан) |
| 1964       | Мэри Поппинс                                 | Mary Poppins                                |                           | Разные роли (голос, в титрах не указан)                          |
| 1964       | Точка прорыва                                | Breaking Point                              | Телесериал (1 эпизод)     | Гарольд Мейджор                                                  |
| 1965       | Незабвенная                                  | The Loved One                               |                           | Член Английского клуба                                           |
| 1965       | Дэниэл Бун                                   | Daniel Boone                                | Телесериал (2 эпизода)    |                                                                  |
| 1965       | Ларедо                                       | Laredo                                      | Телесериал (1 эпизод)     | Майор Дональдсон                                                 |
| 1965       | Мошенники                                    | The Rogues                                  | Телесериал (1 эпизод)     | Джон МакКеллэуэй                                                 |
| 1966       | Бэтмен                                       | Batman                                      |                           | Альфред                                                          |
| 1966       | Дактари                                      | Daktari                                     | Телесериал (1 эпизод)     | Роджер Илинг                                                     |
| 1966-1968  | Бэтмен                                       | Batman                                      | Телесериал (120 эпизодов) | Альфред / Эгберт                                                 |
| 1967       | Деревенщина из Беверли-хиллз                 | The Beverly Hillbillies                     | Телесериал (1 эпизод)     | Химик                                                            |
| 1969       | Семейное дело                                | Family Affair                               | Телесериал (1 эпизод)     | Мистер Уилсон                                                    |
| 1970-1974  | Айронсайд                                    | Ironside                                    | Телесериал (3 эпизода)    |                                                                  |
| 1971- 1972 | Ночная галерея                               | Night Gallery                               | Телесериал (2 эпизода)    |                                                                  |
| 1973       | Криминальный клуб                            | Crime Club                                  | Телефильм                 | Джон, дворецкий                                                  |
| 1974       | Жизнь Бенджамина Франклина                   | The Lives of Benjamin Franklin              | Мини-сериал               | Антонакис                                                        |
| 1974       | Королевская скамья VII                       | QB VII                                      | Мини-сериал               | Семпл                                                            |
| 1974       | Мир детектива                                | The Wide World of Mystery                   | Телесериал (1 эпизод)     | Адвокат                                                          |
| 1976       | Коджак                                       | Kojak                                       | Телесериал (1 эпизод)     | Антонакис                                                        |
| 1977       | Диснейленд                                   | Disneyland                                  | Телесериал (1 эпизод)     | Арчи                                                             |
| 1978       | Бумажная погоня                              | The Paper Chase                             | Телесериал (1 эпизод)     | Судья Аллен Рейнольдс                                            |
| 1978       | Высокий полёт                                | Flying High                                 | Телесериал (1 эпизод)     | Артур                                                            |
| 1978       | Ублюдок                                      | The Bastard                                 | Телефильм                 | Доктор Бликер                                                    |
| 1979       | Специальное уикэнд-шоу канала ABC            | ABC Weekend Specials                        | Телесериал (1 эпизод)     | Хокинс                                                           |
| 1979       | Столетие                                     | Centennial                                  | Мини-сериал               | Лорд Веннефорд                                                   |
| 1981       | Миссия с обезьяной                           | The Monkey Mission                          | Телефильм                 | Брайартон                                                        |